# Jean Alexandre Barré
Jean Alexandre Barré, född 25 maj 1880, död 26 april 1967, fransk neurolog,
Han föddes i Nantes, där han även fick sin utbildning. Efter att ha tagit examen flyttade han till Paris där han gjorde praktik under Joseph Babinski och 1912 doktorerade han. Under första världskriget tjänstgjorde han först med ambulanserna vid fronten men placerades senare vid 6:e arméns neurologiska enhet. Där blev han vän med enhetschefen Georges Charles Guillain och de samarbetade även efter kriget. 1919 utsågs han till professor i neurologi i Strasbourg.
Under sin livstid skrev Barré över 800 vetenskapliga arbeten och han har givit namn åt Barré-Liéous syndrom (tillsammans med Yang-Choen Liéou), Barré-Massons syndrom (tillsammans med Claude L. Pierre Masson), Guillain-Barrés reflex (tillsammans med G. C. Guillain) och Guillain-Barré-Strohls syndrom (tillsammans med G. C. Guillain och André Strohl).